# Andrej Husau
Andrej Leanidawicz Husau, błr. Андрэй Леанідавіч Гусаў, ros. Андрей Леонидович Гусов - Andriej Leonidowicz Gusow (ur. 16 listopada 1969 w Mińsku) – białoruski hokeista, reprezentant Białorusi. Trener hokejowy.

## Kariera zawodnicza
- Chimik Nowopołock (1989-1990)
- Dynama Mińsk (do 1994)
- Tiwali Mińsk (1994)
- Podhale Nowy Targ (1994-1997)
- Cracovia (1997-1998)[1][2]
- SMS Warszawa (1998-1999)
- KTH Krynica (1999-2000)
- Ak Bars Kazań (2000)
- Amur Chabarowsk (2000-2001)
- Dinamo-Eniergija Jekaterynburg (2001-2002)
- HC Pustertal–Val Pusteria (2002-2003)
- HK Kieramin Mińsk (2003-2004)
- Dynama Mińsk (2004-2005)

Karierę zawodniczą rozpoczynał i zakończył w klubie Dynama Mińsk. W 1990 w barwach Chimika Nowopołock zdobył mistrzostwo białoruskiej SRR (wraz z nim w składzie drużyny byli wówczas m.in. Andrej Kudzin, Andrej Pryma). Grał także w polskiej lidze. Podczas występów w Nowym Targu jego partnerami w ataku byli rodak Andrej Pryma i Polak Mirosław Copija. Razem z Prymą grali też wspólnie w innych klubach. W barwach zespołu SMS Warszawa grali wraz z nim jego rodacy Pryma, Dzmitryj Ausiannikau, Uładzimir Swita. W trakcie kariery w Polsce zyskał przyzdomek Gustlik.
W karierze seniorskiej reprezentował Białoruś. Uczestniczył w mistrzostwach świata w 1994, 1995 (Grupa C), 1996 (Grupa B).

## Kariera trenerska

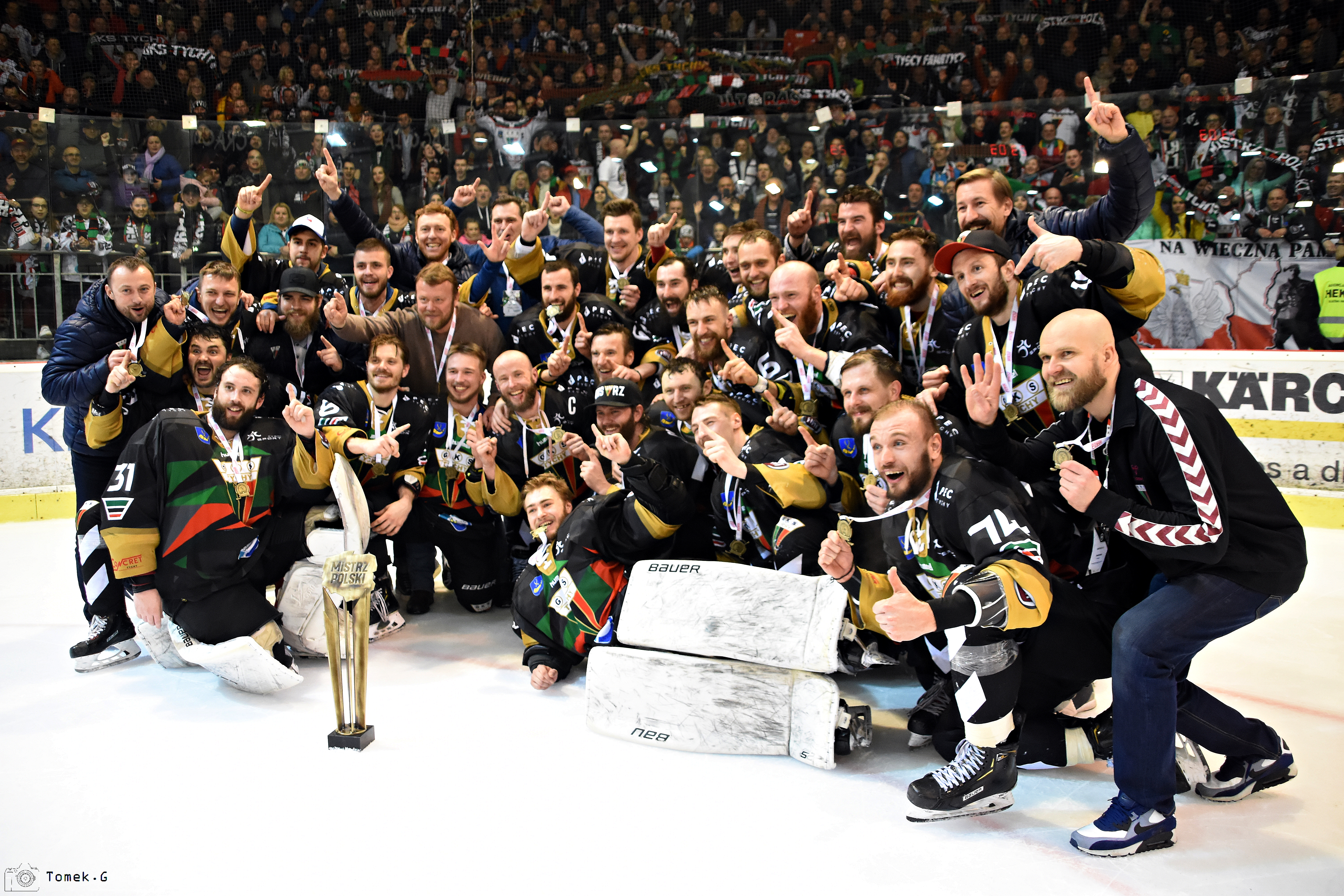
Andrej Husau (w środku w brązowym swetrze) wraz z ekipą GKS Tychy po zdobyciu mistrzostwa Polski 2019

- HK Brześć, asystent trenera
- Reprezentacja Białorusi do lat 18 (2004-2006), asystent trenera
- Reprezentacja Białorusi do lat 18 (2007), główny trener
- Reprezentacja Białorusi (2009-2011), asystent trenera
- Reprezentacja Białorusi do lat 20 (2010)
- HK Kieramin Mińsk (2006-2009), główny trener
- Dynama Mińsk (2009), asystent trenera
- Szachcior Soligorsk (2010-2017), główny trener
- GKS Tychy (2017-2020), główny trener
- Podhale Nowy Targ (2020-2022), główny trener
- Reprezentacja Polski do lat 18 (2022-2025), główny trener
- Polonia Bytom (2025-), główny trener
- Reprezentacja Polski do lat 20 (2025-), główny trener

Po zakończeniu kariery zawodniczej został szkoleniowcem hokejowym. W latach 2006–2009 był szkoleniowcem klubu Kieramin Mińsk. W październiku 2009 został asystentem trenera Alaksandra Andryjeuskiego w klubie Dynama Mińsk podczas sezonu KHL (2009/2010). Od końca 2009 był trenerem Szachciora Soligorsk (w tym klubie dyrektorem sportowym został Aleksandr Aleksiejew, występujący z nim wcześniej w Podhalu Nowy Targ). Na początku grudnia 2016 zrezygnował z posady trenera Szachciora.
Równolegle podjął pracę z kadrą Białorusi do lat 18, z którą uczestniczył w turniejach mistrzostw świata juniorów do lat 18 w 2005 (Dywizja I, jako asystent), 2006. (Elita, jako asystent), 2007 (Dywizja, I trener). Następnie został pierwszym trenerem kadry Białorusi do lat 20, którą prowadził w turnieju mistrzostw świata juniorów do lat 20 w 2009 (Dywizja IA). Później przeszedł do pracy w sztabie seniorskiej reprezentacji Białorusi. W 2009 został jej tymczasowym selekcjonerem, po czym pełnił funkcję asystenta selekcjonera Eduarda Zankawca w turniejach mistrzostw świata 2010, 2011.
Od maja 2017 był głównym trenerem GKS Tychy w Polskiej Hokej Lidze. Jego asystentem w Soligorsku był Siarhiej Szapiaciuk, który w tym samym charakterze został powołany w klubie z Tychów. 14 stycznia 2020 Husau zrezygnował ze stanowiska szkoleniowca GKS. W czerwcu 2020 został trenerem Podhala Nowy Targ. Po dwóch sezonach pracy w Podhalu odszedł z pracy tamże i w lipcu 2022 został ogłoszony głównym trenerem reprezentacji Polski do lat 18. W maju 2025 został przedstawiony jako trener drużyny Polonii Bytom, zgłoszonej  wówczas do rozgrywek PHL 2025/2026. Na sezon 2025/2026 został też głównym trenerem reprezentacji Polski do lat 20.

## Sukcesy
Zawodnicze reprezentacyjne
- Złoty medal Zimowej Spartakiady Narodów ZSRR: 1986 z Białoruską SRR[29]
- Awans do grupy B mistrzostw świata: 1995 z Białorusią

Zawodnicze klubowe
- Złoty medal mistrzostw Białoruskiej SRR: 1990 z Chimikiem Nowopołock
- Złoty medal mistrzostw Polski: 1994, 1995, 1996, 1997 z Podhalem Nowy Targ
- Brązowy medal mistrzostw Polski: 2000 z KTH Krynica
- Srebrny medal mistrzostw Białorusi: 2005 z Kieraminem Mińsk

Zawodnicze indywidualne
- I liga polska w hokeju na lodzie (1996/1997): pierwsze miejsce w klasyfikacji strzelców w drużynie Podhala Nowy Targ: 34 gole[30]

Szkoleniowe reprezentacyjne
- Awans do mistrzostw świata juniorów do lat 18 Elity: 2005, 2007 z Białorusią
- Awans do mistrzostw świata juniorów do lat 18 Dywizji IA: 2025 z Polską

Szkoleniowe klubowe
- Puchar Spenglera: 2009 z Dynama Mińsk
- Srebrny medal mistrzostw Białorusi: 2007 z Kieraminem Mińsk, 2010 z Szachciorem Soligorsk
- Złoty medal mistrzostw Białorusi: 2008 z Kieraminem Mińsk, 2015 z Szachciorem Soligorsk
- Puchar Białorusi: 2008 z Kieraminem Mińsk
- Brązowy medal mistrzostw Białorusi: 2013 z Szachciorem Soligorsk
- Finał Superpucharu Polski: 2017 z GKS Tychy
- Puchar Polski: 2017 z GKS Tychy
- Złoty medal mistrzostw Polski: 2018, 2019, 2020[31] z GKS Tychy
- Superpuchar Polski: 2018 z GKS Tychy

Wyróżnienia
- Zasłużony Trener Republiki Białorusi